# Saint-Gourson
Saint-Gourson ist eine französische Gemeinde mit 131 Einwohnern (Stand: 1. Januar 2022) im Département Charente in der Region Nouvelle-Aquitaine (vor 2016 Poitou-Charentes); sie gehört zum Arrondissement Confolens und zum Kanton Charente-Nord. Die Einwohner werden Saint-Goursonnais genannt.

## Geographie
Saint-Gourson liegt etwa 32 Kilometer nordnordöstlich von Angoulême. Saint-Gourson wird umgeben von den Nachbargemeinden Nanteuil-en-Vallée im Norden, Chassiecq im Osten, Saint-Sulpice-de-Ruffec im Süden, Couture im Süden und Südwesten sowie Poursac im Westen und Nordwesten.

## Bevölkerungsentwicklung
| Jahr                       | 1962 | 1968 | 1975 | 1982 | 1990 | 1999 | 2006 | 2019 |
| Einwohner                  | 262  | 232  | 170  | 179  | 147  | 136  | 128  | 132  |
| Quellen: Cassini und INSEE |      |      |      |      |      |      |      |      |

## Sehenswürdigkeiten
- Kirche Saint-Pierre aus dem 12. Jahrhundert, Monument historique seit 1933

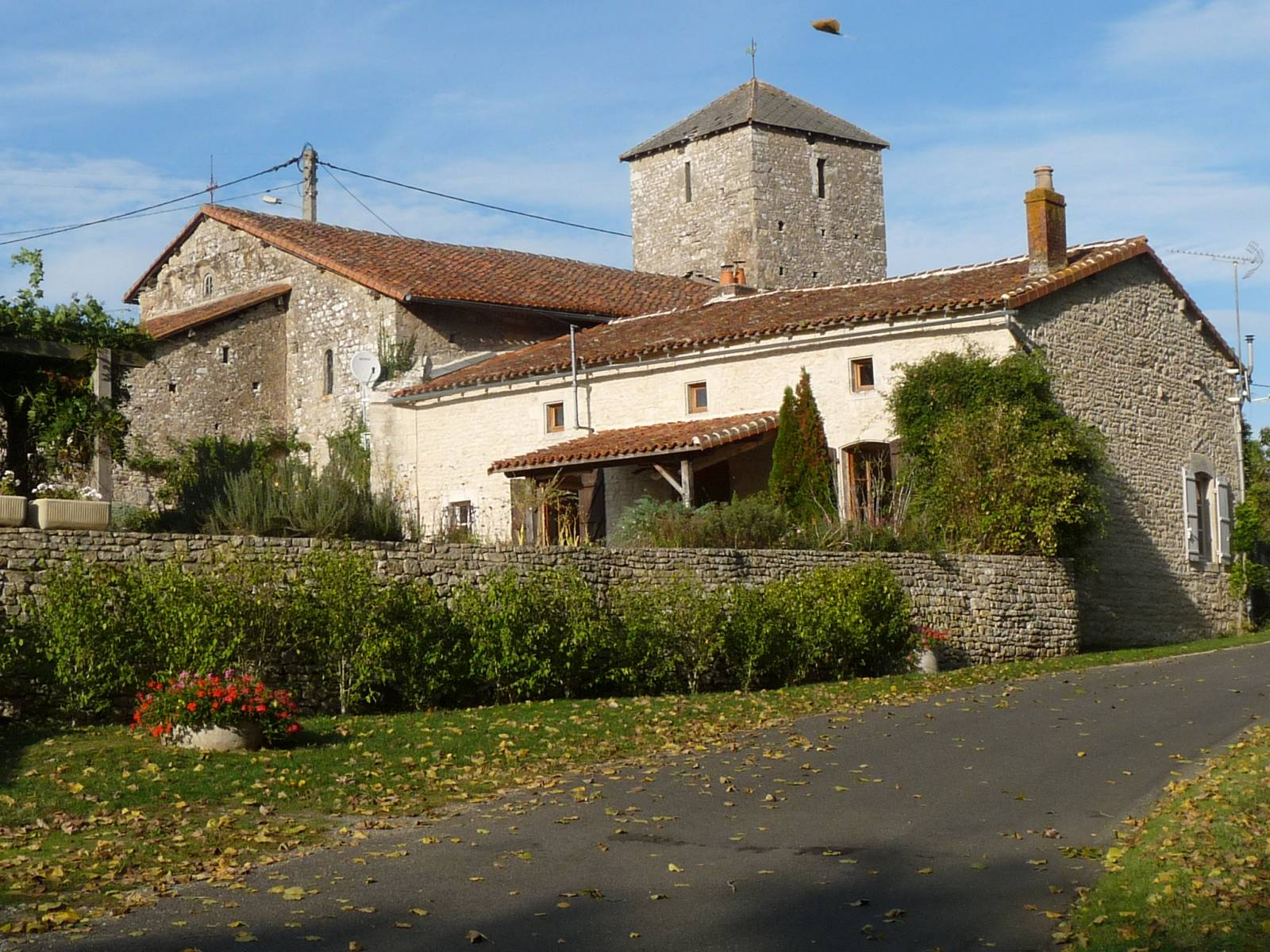
Kirche Saint-Pierre

- Schloss Domezac